# Vilagoja
Vila Goja (en francès Villegouge) és un municipi francès situat al departament de la Gironda i a la regió de la Nova Aquitània.

## Demografia
| 1820                                       | 1914 | 1962 | 1968 | 1975 | 1982 | 1990  | 1999  | 2006  |
| ------------------------------------------ | ---- | ---- | ---- | ---- | ---- | ----- | ----- | ----- |
| 855                                        | 877  | 709  | 715  | 773  | 968  | 1 100 | 1 107 | 1 155 |
| Des de 1962: població sense dobles comptes |      |      |      |      |      |       |       |       |

## Administració
| Període | Identitat     | Partit |
| ------- | ------------- | ------ |
| 2001-   | Jeanine Medes |        |